# Камский (Афанасьевский район)
 Камский  — поселок в Афанасьевском районе Кировской области в составе Пашинского сельского поселения.

## География
Расположен на расстоянии примерно 10 км на юг по прямой от райцентра поселка  Афанасьево на левом берегу реки Кама.

## История
Образовался в 1960-х годах как лесопункт Афанасьевского леспромхоза, в 1989 году 629 жителей .  

## Население
Постоянное население составляло 499 человек (русские 94%) в 2002 году, 377 в 2010.